# Enicurus
Enicurus – rodzaj ptaków z podrodziny kląskawek (Saxicolinae) w obrębie rodziny muchołówkowatych (Muscicapidae).

## Rozmieszczenie geograficzne
Rodzaj obejmuje gatunki występujące w Azji.

## Morfologia
Długość ciała 12–28 cm; masa ciała 11–53 g.

## Systematyka
Rodzaj zdefiniował w 1822 roku holenderski zoolog Coenraad Jacob Temminck w publikacji własnego autorstwa poświęconej kolorowym ilustracjom różnych gatunków ptaków. Gatunkiem typowym jest (oznaczenie monotypowe) widłogon białoczuby (E. leschenaulti).

### Etymologia
- Enicurus: gr. ἑνικος henikos ‘pojedynczy’; ουρα oura ‘ogon’[5].
- Allocoturus: gr. αλλοκοτος allokotos ‘niezwykły, dziwny’, od αλλος allos ‘inny’; κοτος kotos ‘usposobienie’; ουρα oura ‘ogon’[6]. Gatunek typowy (późniejsze oznaczenie)[7]: Enicurus coronatus Temminck, 1822 (= Turdus leschenaulti Vieillot, 1818).

### Podział systematyczny
Do rodzaju należą następujące gatunki:
- Enicurus immaculatus (Hodgson, 1836) – widłogon czarnogrzbiety
- Enicurus schistaceus (Hodgson, 1836) – widłogon maskowy
- Enicurus scouleri Vigors, 1832 – widłogon mały
- Enicurus velatus Temminck, 1822 – widłogon szary
- Enicurus ruficapillus Temminck, 1832 – widłogon łuskowany
- Enicurus leschenaulti (Vieillot, 1818) – widłogon białoczuby
- Enicurus borneensis Sharpe, 1889 – widłogon długosterny
- Enicurus maculatus Vigors, 1831 – widłogon plamisty